# Luz (álbum de Novo Som)
Luz é o quarto álbum de estúdio, da banda Novo Som lançado em 1993.
Bem mais maduro, e já nem tanto tímido musicalmente, percebendo o horizonte imenso que o disco anterior proporcionara à banda, o álbum "Luz" trouxe diversas surpresas desde a capa, até a produção mais arrojada. A música título possui uma melodia primorosa aos moldes da banda Roupa Nova, de poesia audaciosa, trazendo em seu bojo uma analogia entre um trem, a vida perdida, e a Luz divina como estação da alma.
Neste lançamento, o Novo Som surpreendeu o público com a gravação do primeiro hit propriamente romântico da música evangélica, a canção "Eu e Você", composta em parceria do baixista Lenilton com o guitarrista Natinho, além de inovar também com o conceito da capa do disco, que inclusive, ganhou o prêmio de melhor capa em Lp de 94.

## Faixas
(Todas as músicas por Lenilton, exceto onde anotado)
1. Luz - 04:07
2. Deste Sentido ao Meu Viver - 03:55
3. Para Sempre - 03:51
4. Rap 396 - 03:26 (Adaptação do hino 396 do Cantor Cristão)
5. É Assim - 03:35 (Natinho, Alex e Lenilton)
6. Jesus Cristo Vem - 04:19 (Alex Gonzaga)
7. Eu e Você - 03:30 (Natinho e Lenilton)
8. Meu Nome é Jesus - 05:26

## Créditos
- Lead Vocal: Alex Gonzaga
- Teclados: Ney
- Guitarra: Natinho
- Baixo: Lenilton
- Bateria: Geraldo Abdo